# Mayals
Mayals (en catalán y oficialmente Maials) es un municipio español de la provincia de Lérida, en la comarca del Segriá, situado al sur de esta, en el límite con la de la Ribera de Ebro, Cataluña.

## Geografía humana

### Demografía
Cuenta con una población de 921 habitantes (INE 2024).
| Gráfica de evolución demográfica de Mayals entre 1842 y 2021 |
| |
| Población de derecho según los censos de población del INE Población de hecho según los censos de población del INEEn estos censos se denominaba Mayáls: 1842, 1857, 1860, 1877, 1887, 1897, 1900, 1910, 1920, 1930, 1940, 1950, 1960, 1970 y 1981 |

| 1900 | 1930 | 1950 | 1970 | 1981 | 1986 |
| ---- | ---- | ---- | ---- | ---- | ---- |
| 2270 | 2366 | 1983 | 1551 | 1262 | 1188 |

## Economía
La economía de Maials siempre ha sido ligada a la agricultura de secano según el modelo de la trilogía mediterránea, es decir, los cultivos principales siempre habían sido los olivos, los cereales y la viña, de mayor a menor grado. Pero más modernamente el cultivo de la viña ha desaparecido, y se ha sustituido por el cultivo de los almendros, que tiene una producción muy parecida a la de los olivos. Y desde hace pocos años, gracias a los proyectos del Canal Segarra-Garrigas y del Segriá-Sur, muchos labradores han empezado a irrigar sus tierras, que ha provocado que ahora ya se puedan cultivar algunos tipos de árboles frutales, como los albaricoqueros. Sin abandonar el sector primario de la economía, se tiene que destacar la presencia de ganadería estabulada, principalmente del sector porcino, pero también del sector vacuno y el avícola.
La principal empresa del pueblo que no es de origen familiar es el “Sindicato” o Cooperativa del Camp Fomento Maialenc, que es la que se encarga de la comercialización de los productos principales del pueblo, como son las almendras y el aceite de oliva. La marca comercial del aceite es Barón de Maials, haciendo alusión a la antigua Baronía de Maials, y está incluida dentro de la Denominación de Origen Protegida Aceite Las Garrigues. Más recientemente, y gracias a la creación del polígono industrial Pino Verde, el pueblo cuenta también con una de las principales empresas de gestión medioambiental de neumáticos.

## Lugares de interés

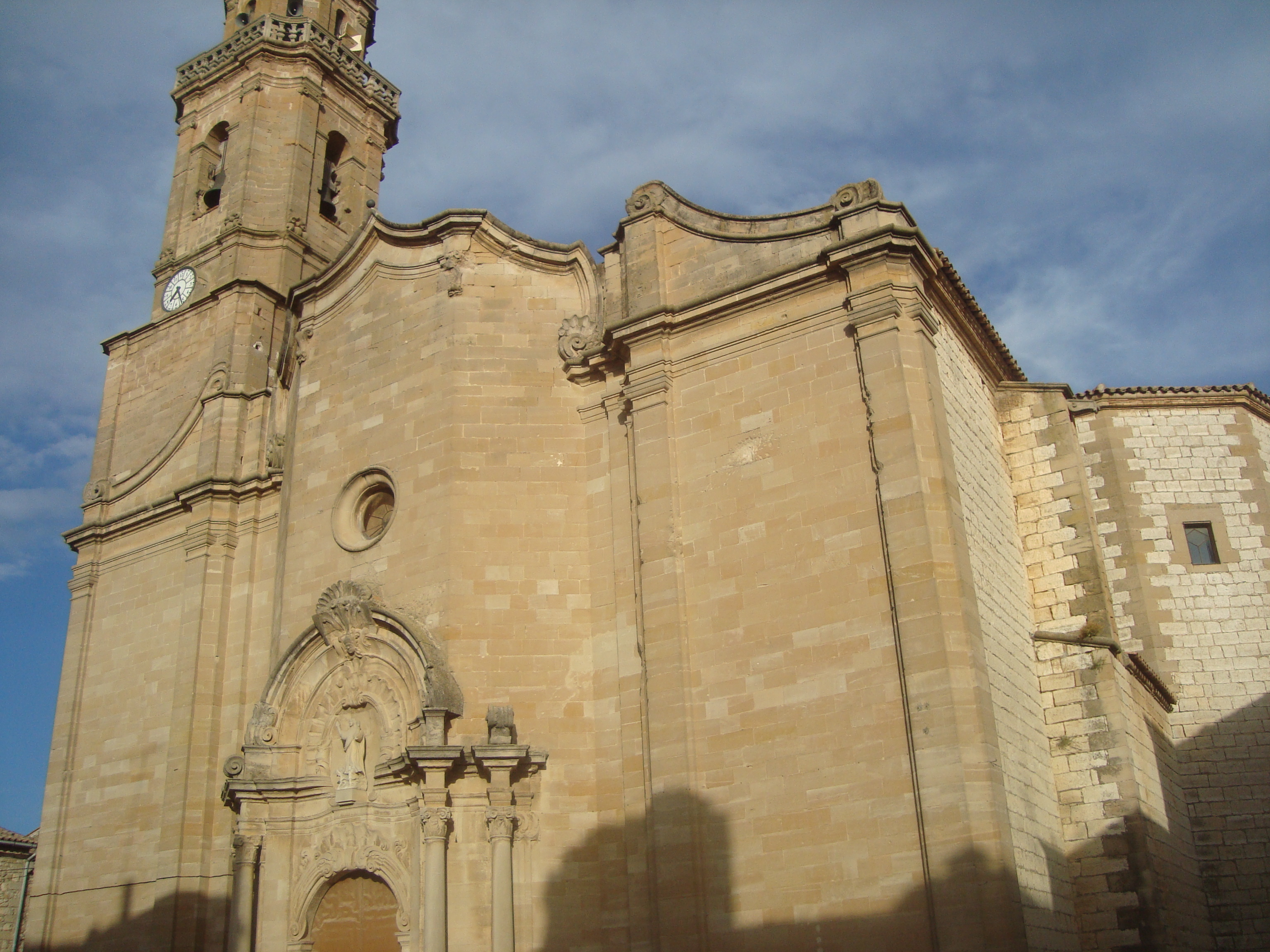
Iglesia de Santa María (Maials)

- Iglesia de Santa María (Maials)Iglesia de Santa María, neoclásica con fachada barroca.
- Museo de la Pagesia i de la Llar.

## Administración
| Periodo   | Nombre                    | Partido |
| --------- | ------------------------- | ------- |
| 1979-1983 | Sebastia Font Areste      | PSC     |
| 1983-1987 | Francesc Vilasetrú Aresté | PSC     |
| 1987-1991 | Francesc Vilasetrú Aresté | PSC     |
| 1991-1995 | Francesc Vilasetrú Aresté | PSC     |
| 1995-1999 | Francesc Vilasetrú Aresté | AIPN    |
| 1999-2003 | Francesc Vilasetrú Aresté | CiU     |
| 2003-2007 | Joan Sabaté Aresté        | PSC     |
| 2007-2011 | Joan Sabaté Aresté        | PSC     |
| 2011-2015 | David Masot Florensa      | CiU     |
| 2015-2019 | David Masot Florensa      | CiU     |